# Unity Village
Unity Village – wieś w Stanach Zjednoczonych, w stanie Missouri, w hrabstwie Jackson.